# Caidico
Caidico (Caidicu) ist eine osttimoresische Aldeia im Suco Hatuquessi (Verwaltungsamt Liquiçá, Gemeinde Liquiçá). 2015 lebten in der Aldeia 355 Menschen.
Caidico liegt im Zentrum des Sucos Hatuquessi. Westlich liegt die Aldeia Tautalo, nordöstlich die Aldeia Hatuquessilete, östlich die Aldeia Nunubrihati, südöstlich die Aldeia Lebusalara und südlich die Aldeia Caicoletohoho. Im Nordwesten fließt der Nomoro, ein Quellfluss des Laklos.
Das Ortszentrum des Dorfes Caidico liegt im Südwesten der Aldeia Caidico.

## Politik
2023 wurde Vitorino Maria dos Santos zum Chefe de Aldeia gewählt.